# Culex chrysothorax
Culex chrysothorax är en tvåvingeart som först beskrevs av Peryassu 1908.  Culex chrysothorax ingår i släktet Culex och familjen stickmyggor. Inga underarter finns listade i Catalogue of Life.